# Idaea renunciata
Idaea renunciata là một loài bướm đêm trong họ Geometridae.